# Odnowiciel
Odnowiciel – powieść Karola Bunscha z 1984 roku należąca do cyklu Powieści Piastowskie. Akcja toczy się w latach 1039–1047. Opowiada o powrocie Kazimierza Odnowiciela do kraju, próbie odbudowy i scalenia wyniszczonej ojczyzny.
Młody Kazimierz, syn Mieszka II na wezwanie możnych powraca z wygnania. Zastaje kraj wyniszczony i wyludniony na skutek kilkuletniego bezkrólewia, reakcji pogańskiej i najazdu Brzetysława I. Wsparty przez cesarza Henryka III podejmuje się nie lada wyzwania – odbudowy zrujnowanego państwa. Wrodzoną mądrością i łagodnością zjednuje sobie możnych dokonując dzieła odbudowy. Napotyka jednak na poważny problem. Mojsław, wojewoda mazowiecki, który urósł w siłę w okresie zamętu, nie zamierza złożyć przysięgi posłuszeństwa. Jedyną alternatywą staje się interwencja zbrojna na Mazowszu.